# 第29回グラミー賞
第29回グラミー賞（だい29かいグラミーしょう、The 29th Annual Grammy Awards）は、1987年2月24日にカリフォルニア州ロサンゼルス市のシュライン・オーディトリアムにて授賞式が行われた。司会はビリー・クリスタルが務めた。

## 受賞・候補作

### 主要部門
最優秀レコード賞 (Record of the Year)
- "ハイヤー・ラヴ（Higher Love）" - スティーヴ・ウィンウッド（『バック・イン・ザ・ハイ・ライフ（Back in the High Life）』所収）
- "スレッジハンマー（Sledgehammer）" - ピーター・ガブリエル（『So』所収）
- "グレイテスト・ラブ・オブ・オール（The Greatest Love of All）" - ホイットニー・ヒューストン（『そよ風の贈りもの（Whitney Houston）』所収）
- "恋におぼれて（Addicted to Love）" - ロバート・パーマー（『リップタイド（Riptide）』所収）
- "愛のハーモニー（That's What Friends Are For）" - ディオンヌ・ワーウィック、エルトン・ジョン、グラディス・ナイト、スティーヴィー・ワンダー

最優秀アルバム賞 (Album of the Year)
- 『グレイスランド（Graceland）』 - ポール・サイモン
- 『So』 - ピーター・ガブリエル
- 『コントロール（Control）』 - ジャネット・ジャクソン
- 『追憶のブロードウェイ（The Broadway Album）』 - バーブラ・ストライサンド
- 『バック・イン・ザ・ハイ・ライフ（Back in the High Life）』 - スティーヴ・ウィンウッド

最優秀楽曲賞 (Song of the Year)
- "That's What Friends Are For" - ディオンヌ・ワーウィック、エルトン・ジョン、グラディス・ナイト、スティーヴィー・ワンダー（ディオンヌ・ワーウィック『フレンズ』所収）
- "恋におぼれて（Addicted to Love）" - ロバート・パーマー（『リップタイド（Riptide）』所収）
- "グレイスランド（Graceland）" - ポール・サイモン（『グレイスランド（Graceland）』所収）
- "ハイヤー・ラヴ（Higher Love）" - スティーヴ・ウィンウッド（『バック・イン・ザ・ハイ・ライフ（Back in the High Life）』所収）
- "スレッジハンマー（Sledgehammer）" - ピーター・ガブリエル（『So』所収）

最優秀新人賞 (Best New Artist)
- ブルース・ホーンズビー
- グラス・タイガー（英語版）
- ニュー・シューズ（英語版）
- シンプリー・レッド
- ティムバック3（英語版）

### ポップ
最優秀ポップ・ソロ・パフォーマンス（女性） (Best Pop Solo Performance, Female)
- 『追憶のブロードウェイ（The Broadway Album）』 - バーブラ・ストライサンド
- "トゥルー・カラーズ（True Colors）" - シンディ・ローパー
- "パパ・ドント・プリーチ（Papa Don't Preach）" - マドンナ（『トゥルー・ブルー』所収）
- "Typical Male" - ティナ・ターナー
- "Friends" - ディオンヌ・ワーウィック

最優秀ポップ・ソロ・パフォーマンス（男性） (Best Pop Solo Performance, Male)
- 『ハイヤー・ラヴ』 - スティーヴ・ウィンウッド（『バック・イン・ザ・ハイ・ライフ（Back in the High Life）』所収）
- "Glory Of Love" - ピーター・セテラ
- "Danger Zone" - ケニー・ロギンス
- "Sweet Freedom" - マイケル・マクドナルド
- "Graceland" - ポール・サイモン

最優秀ポップ・デュオ／グループ・パフォーマンス (Best Pop Duo/Group Performance)
- "That's What Friends Are For" - ディオンヌ・ワーウィック、エルトン・ジョン、グラディス・ナイト、スティーヴィー・ワンダー
- "The Next Time I Fall" - ピーター・セテラ＆エイミー・グラント
- "On My Own" - パティ・ラベル＆マイケル・マクドナルド
- "All I Need Is a Miracle" - マイク・アンド・ザ・メカニックス
- "Holding Back The Years" - シンプリー・レッド

最優秀ポップ・インストゥルメンタル・パフォーマンス (Best Pop Instrumental Performance)
- "Top Gun Anthem" - ハロルド・フォルターメイヤー、スティーヴ・スティーヴンス
- "Overjoyed" - スタンリー・クラーク
- "David Foster" - デイヴィッド・フォスター
- "The Brazilian" - ジェネシス
- "Johnny's Theme" - The Tonight Show Band with Doc Severinsen

### ロック
最優秀ロック・ボーカル・パフォーマンス（女性） (Best Rock Vocal Performance, Female)
- "Back Where You Started" - ティナ・ターナー（『Break Every Rule』所収）
- "Seven the Hard Way" - パット・ベネター
- "911" - シンディ・ローパー
- "Talk to Me" - スティーヴィー・ニックス
- "No Way to Treat a Lady" - ボニー・レイット

最優秀ロック・ボーカル・パフォーマンス（男性） (Best Rock Vocal Performance, Male)
- "恋におぼれて（Addicted to Love）" - ロバート・パーマー（『リップタイド（Riptide）』所収）
- "Eye of the Zombie" - ジョン・フォガティ
- "Sledgehammer" - ピーター・ガブリエル
- "To Be a Lover" - ビリー・アイドル
- "Take Me Home Tonight" - エディー・マネー

最優秀ロック・ボーカル・パフォーマンス（デュオもしくはグループ） (Best Rock Vocal Performance by a Duo or Group)
- "ミッショナリー・マン（Missionary Man）" - ユーリズミックス（『リヴェンジ（Revenge）』所収）
- "サン・シティ（Sun City）" - アパルトヘイトに反対するアーティストたち
- "Tuff Enuff" - ファビュラス・サンダーバーズ（英語版）
- "Harlem Shuffle" - ローリング・ストーンズ（『ダーティ・ワーク（Dirty Work）』所収）
- "アフターバーナー（Afterburner）" - ZZトップ

最優秀ロック・インストゥルメンタル・パフォーマンス (Best Rock Instrumental Performance)
- "Peter Gunn" - アート・オブ・ノイズ featuring Duane Eddy（『イン・ヴィジブル・サイレンス（In Visible Silence）』所収）
- "Down At Antones" - ファビュラス・サンダーバーズ（英語版）
- "Zap" - エリック・ジョンソン
- "Where's The Walrus?" - アラン・パーソンズ・プロジェクト
- "アメイジング・グレイス（Amazing Grace）" - イエス

### R&B
最優秀R&Bパフォーマンス（女性） (Best R&B Performance, Female)
- "Caught Up in the Rapture" - アニタ・ベイカー（『Rapture』所収）
- "ジャンピン・ジャック・フラッシュ（Jumpin' Jack Flash）" - アレサ・フランクリン
- 『コントロール（Control）』 - ジャネット・ジャクソン
- 『デスティニー（Destiny）』 - チャカ・カーン
- 『ウィナー・イン・ユー （Winner in You）』 - パティ・ラベル

最優秀R&Bパフォーマンス（男性） (Best R&B Performance, Male)
- "Living in America" - ジェームス・ブラウン（『ロッキー4/炎の友情』より）
- "Since I Fell for You" - アル・ジャロウ
- "The Rain" - Oran "Juice" Jones
- "Love Zone" - ビリー・オーシャン
- "Give Me the Reason" - ルーサー・ヴァンドロス

最優秀R&Bボーカル・パフォーマンス（デュオもしくはグループ） (Best R&B Vocal Performance by a Duo or Group)
- "Kiss" - プリンス＆ザ・レヴォリューション（『プリンス/アンダー・ザ・チェリー・ムーン（Under the Cherry Moon）』より）
- "Real Love" - Ashford & Simpson
- "Word Up!" - キャメオ（『Word Up』所収）
- "The Super Bowl Shuffle" - Chicago Bears Shufflin' Crew
- "Raising Hell" - Run-D.M.C.（『レイジング・ヘル（Raising Hell）』所収）
- 『プロミス（Promise）』 - シャーデー

最優秀R&Bソング (Best R&B Song)
- "Sweet Love" - アニタ・ベイカー（『Rapture』所収）
- "Give Me The Reason" - ルーサー・ヴァンドロス
- "Kiss" - プリンス＆ザ・レヴォリューション
- "Living In America" - ジェームス・ブラウン
- "What Have You Done For Me Lately" - ジャネット・ジャクソン

最優秀R&Bインストゥルメンタル・パフォーマンス (Best R&B Instrumental Performance)
- "And You Know That" - イエロージャケッツ（『シェイズ（Shades）』所収）
- "Hideaway" - スタンリー・クラーク（『ハイダウェイ（Hideaway）』所収）
- "Zanzibar Breeze" - ビリー・コブハム（『パワープレイ（Powerplay）』所収）
- 『デュオトーンズ（Duotones）』 - ケニー・G
- "Movie Song" - カシーフ

### ジャズ
最優秀ジャズ・ボーカル・パフォーマンス（女性）
- ダイアン・シューア（英語版） 『タイムレス（Timeless）』

最優秀ジャズ・ボーカル・パフォーマンス（男性）
- ボビー・マクファーリン "Round Midnight" （『ラウンド・ミッドナイト：オリジナル・サウンドトラック（Round Midnight (soundtrack)）』所収）

最優秀ジャズ・ボーカル・パフォーマンス（デュオもしくはグループ）
- "2+2 Plus"（アミック・バイラム（英語版）、Darlene Koldenhoven、John Laird、Mary Hylan） クレア・フィッシャー（英語版）・セクステットと共演『フリー・フォール（Free Fall）』

最優秀ジャズ・インストゥルメンタル・パフォーマンス（ソロ）
- マイルス・デイヴィス 『TUTU（Tutu）』

最優秀ジャズ・インストゥルメンタル・パフォーマンス（グループ）
- ウィントン・マルサリス 『J MOOD（J Mood）』

最優秀ジャズ・インストゥルメンタル・パフォーマンス（ビッグバンド）
- ドク・セバリンセン（英語版） 『The Tonight Show Band with Doc Severinsen』

最優秀ジャズ・フュージョン・パフォーマンス
- ボブ・ジェームス＆デヴィッド・サンボーン 『ダブル・ヴィジョン（Double Vision）』

### ゴスペル
最優秀ゴスペル・パフォーマンス（女性）
- 『Morning Like This』 - Sandi Patty

最優秀ゴスペル・パフォーマンス（男性）
- 『Triumph』 - フィリップ・ベイリー

最優秀ゴスペル・パフォーマンス（デュオもしくはグループ）
- "They Say" - デニース・ウィリアムス＆Sandi Patti

### ラテン
最優秀ラテン・ポップ・パフォーマンス
- "Le Lo Lai" - ホセ・フェリシアーノ（『Te Amaré 』所収）

最優秀トロピカル・ラテン・パフォーマンス
- 『エセーナス（Escenas）』 - ルーベン・ブラデス

最優秀メキシカン・アメリカン・パフォーマンス
- 『Ay Te Dejo en San Antonio y Más!』 - フラコ・ヒメネス

### レゲエ
最優秀レゲエ録音
- 『Babylon the Bandit』 - スティール・パルス

### ポルカ
最優秀ポルカ録音
- Eddie Blazonczyk's Versatones『Another Polka Celebration』 - Eddie Blazonczyk
- ジミー・スター＆ His Orchestra『I Remember Warsaw』 - ジミー・スター

### ブルース
最優秀トラディショナル・ブルース録音
- 『ショウダウン!（Showdown!）』 - アルバート・コリンズ、ジョニー・コープランド（英語版）、ロバート・クレイ

### フォーク
最優秀フォーク録音
- "My Toot Toot" - ロッキン・シドニー（英語版）（『My Toot Toot』所収）

最優秀コンテンポラリー・フォーク録音（新設）
- Various Artists『Tribute to Steve Goodman』 - Al Bunetta、Dan Einstein、Hank Neuberger（プロデューサー）

### カントリー
最優秀カントリー・ボーカル・パフォーマンス（女性）
- "Whoever's in New England" - リーバ・マッキンタイア（『Whoever's in New England』所収）
- "Daddy's Hands" - ホーリー・ダン（英語版）
- "Cry" - クリスタル・ゲイル
- "Today I Started Loving You Again" - エミルー・ハリス
- "Love at the Five and Dime" - キャシー・マティア（英語版）

最優秀カントリー・ボーカル・パフォーマンス（男性）
- 『今宵はフィフティーズで（Lost in the Fifties Tonight）』 - ロニー・ミルサップ（英語版）
- 『Guitar Town』 - Steve Earle
- 『Diggin' Up Bones』 - ランディ・トラヴィス
- 『Ain't Misbehavin'』 - Hank Williams Jr.
- 『Guitars, Cadillacs, Etc., Etc.』 - ドワイト・ヨアカム

最優秀カントリー・ボーカル・パフォーマンス（デュオもしくはグループ）
- "Grandpa" - The Judds（『Rockin' with the Rhythm』所収）
- "She and I" - アラバマ
- "Born Yesterday" - エヴァリー・ブラザース
- "She Used to Be Somebody's Baby" - Gatlin Brothers
- "Class of '55" - ジョニー・キャッシュ、ジェリー・リー・ルイス、ロイ・オービソン、カール・パーキンス

最優秀カントリー・ソング
- The Judds "Grandpa" - Jamie O'Hara（ソングライター）（『Rockin' with the Rhythm』所収）
- "Daddy's Hands" - Holly Dunn
- "Guitar Town" - Steve Earle
- "Guitars, Cadillacs" - Dwight Yoakam
- "Whoever's in New England" - Reba McEntire

### ニューエイジ
最優秀ニューエイジ録音（新設）
- 『Down to the Moon』 - アンドレアス・フォーレンヴァイダー

### チルドレンズ
最優秀録音（子供向け）
- セサミストリート『The Alphabet』 - ジム・ヘンソン、Kathryn King、Geri Van Rees（プロデューサー）

### コメディ
最優秀コメディ録音
- 『Those of You With or Without Children, You'll Understand』 - ビル・コスビー

### スポークン
最優秀スポークン・ワードもしくは非ミュージカル録音
- 『Interviews From the Class of '55 Recording Sessions』 - ジョニー・キャッシュ、ジェリー・リー・ルイス、チップス・モーマン（英語版）、リッキー・ネルソン、ロイ・オービソン、カール・パーキンス、サム・フィリップス

### ミュージカル・ショー
最優秀キャスト・ショー・アルバム
- The original 1986 cast『Follies in Concert』 - Thomas Z. Shepard（プロデューサー）

### 作曲・編曲
最優秀インストゥルメンタル作曲
- 『愛と哀しみの果て：オリジナル・サウンドトラック（Out Of Africa: Music From The Motion Picture Soundtrack）』 - ジョン・バリー（作曲者）

最優秀インストゥルメンタル編曲
- ビル・ワトラス、パトリック・ウィリアムズ "Suite Memories" - パトリック・ウィリアムズ（編曲者）（『 Someplace Else』所収）

最優秀インストゥルメンタル編曲（ボーカルあり）
- バーバラ・ストライサンド "Somewhere" - デイヴィッド・フォスター（編曲者）（『追憶のブロードウェイ（The Broadway Album）』所収）

### ヒストリカル
最優秀ヒストリカル・アルバム
- 『アトランティック・リズム・アンド・ブルース 1947-1974（Atlantic Rhythm and Blues 1947-1974, Vols. 1-7）』 - Aziz Goksel、Bob Porter（プロデューサー）

### パッケージングおよびノーツ
最優秀アルバム・パッケージ
- マイルス・デイヴィス 『TUTU』 - 石岡瑛子（アート・ディレクター）

最優秀アルバム・ノーツ
- フランク・シナトラ『The Voice - The Columbia Years 1943-1952』 - アンドリュー・サリス、Frank Conroy、Gary Giddins、Jonathan Schwartz、Murray Kempton、Stephen Holden、Wilfrid Sheed（アルバム・ノーツ・ライター）

### 制作・エンジニアリング
最優秀エンジニアド録音（非クラシカル）
- スティーヴ・ウィンウッド『バック・イン・ザ・ハイ・ライフ（Back In The High Life）』 - Jason Corsaro、Mike Nicholson、Tom Lord-Alge（エンジニア）

最優秀エンジニアド録音（クラシカル）
- ウラディミール・ホロヴィッツ『ホロヴィッツ・スタジオレコーディング 1985 ニューヨーク（Horowitz - The Studio Recordings, New York 1985）』 - Paul Goodman（エンジニア）

プロデューサー・オブ・ザ・イヤー（非クラシカル）
- ジャム&ルイス

クラシカル・プロデューサー・オブ・ザ・イヤー
- Thomas Frost

### ミュージック・ビデオ
最優秀ミュージック・ビデオ（短編）
- ダイアー・ストレイツ『ブラザーズ・イン・アームス（Brothers in Arms: The Video Singles）』

最優秀ミュージック・ビデオ（長編）
- 『ブリング・オン・ザ・ナイト（Bring On the Night）』 - スティング（ビデオ・プロデューサー） 。マイケル・アプテッド（ビデオ・ディレクター）。